# Slezské Rudoltice
Slezské Rudoltice (en allemand : Rosswald) est une commune du district de Bruntál, dans la région de Moravie-Silésie, en République tchèque. Sa population s'élevait à 519 habitants en 2021.

## Géographie
Slezské Rudoltice se trouve à la frontière avec la Pologne, à 10 km au nord-est de Město Albrechtice, à 29 km au nord-est de Bruntál, à 60 km au nord-ouest d'Ostrava et à 232 km à l’est de Prague.
La commune est limitée par Bohušov au nord, par Rusín à l'est, par la Pologne au sud, par Město Albrechtice et Třemešná à l'ouest, et par Liptaň au nord-ouest.

## Histoire
La première mention écrite de la localité date de 1255.

## Administration
La commune se compose de quatre quartiers :
- Slezské Rudoltice
- Amalín
- Koberno
- Víno

## Transports
Par la route, Slezské Rudoltice se trouve à 17 km de Krnov, à 39 km de Bruntál, à 80 km d'Ostrava et à 297 km de Prague.